# Angkasa
Angkasa is een bestuurslaag in het regentschap Pelalawan van de provincie Riau, Indonesië. Angkasa telt 2177 inwoners (volkstelling 2010).